# Prix Jean-Jacques-Berger
Le prix Jean-Jacques-Berger, de la fondation du même nom, est un prix annuel de l'Institut de France « décerné par ses cinq Académies aux œuvres les plus méritantes concernant la ville de Paris »,.

## Lauréats de l'Académie française
- 1897[3] : 
  - Alfred Duquet pour Le siège de Paris.
- 1902[4] : 
  - Gustave Ducoudray pour Histoire du Parlement de Paris.
  - G. Lenotre, nom de plume de Théodore Gosselin, pour Etudes sur le Paris du XVIIIe siècle et de la Révolution.
  - Alfred Franklin pour Travaux sur le Paris du Moyen âge.
  - Alexis Chevalier (1821-191.) pour Histoire de l'Hôtel-Dieu de Paris.
  - Capitaine A. Gautereau pour Les défenseurs du fort d'Issy.
- 1907[5] : 
  - Maurice Tourneux.
  - M. Cain.
  - Louis Barron.
- 1912[6] : 
  - Léon de Lanzac de Laborie pour Paris sous Napoléon.
  - Abbé Constant Baloche (1856-1918) pour Église Saint-Merry de Paris, histoire de la paroisse et de la collégiale, 700-1910.
  - Jacques Pannier pour L'Église réformée de Paris sous Henri IV
  - Hubert Bourgin pour L'industrie de la boucherie à Paris pendant la Révolution.
  - Paul Fournier pour Le roman de Paris d'après les documents et renseignements fournis par Victorien.
  - Abbé Jean Gaston (1875-1941) pour Les Images des confréries parisiennes avant la Révolution, Saint-Hippolyte et Le couvent des bénédictines anglaises du Champ de l'Alouette.
  - Charles Magny (1884-1945) pour La Beauté de Paris.
  - Raoul de Fréchencourt (Adrien Varloy) pour Un Échevin de Paris au XVIIIe siècle, Michel Martel.
  - Alexandre Vidier (1874-1927) pour Le trésor de la Sainte-Chapelle, inventaires et documents.
- 1917[7] : 
  - Félix de Pachtère pour Paris à l'époque gallo-romaine.
- 1922[8] :
  - Abbé Pierre Coste (1873-1935) pour Correspondance, entretiens, documents de Saint Vincent de Paul.
  - Ernest d' Hauterive (1864-1957) pour La police secrète du premier Empire (1804-1805).
  - Gustave Dupont-Ferrier pour Du Collège de Clermont au Lycée Louis-le-Grand, 1503-1920.
  - Paul de Crousaz-Crétet (1840-1926) pour Paris sous Louis XIV.
  - Jules-Félix Vacquier pour Les Vieux hôtels de Paris.
  - Paul d'Ariste et Maurice Arrivetz pour Les Champs-Elysées.
  - Georges Brunel (1860-1951) pour La Poste à Paris, depuis sa création jusqu'à nos jours.
  - Martial Edmond Brouillounesques pour Livres de la Bibliothèque de la Ville de Paris.
- 1927[9] :
  - François Boucher (1885-1966) pour Le Pont-Neuf.
  - Abbé Pierre Coste (1873-1935) pour Correspondance, entretiens, documents de Saint Vincent de Paul.
  - Maurice Vloberg (1885-1967) pour Notre-Dame de Paris et le vœu de Louis XIII.
  - Maurice Dumolin et Félix de Rochegude (1863-1940) pour le Guide pratique à travers le vieux Paris.
  - René Weiss (1875-19..) pour L'Hommage de Paris à Galliéni, La Ville de Paris et les fêtes de la victoire, La Croix de Guerre à la Ville de Paris, La Commémoration du centenaire de Pasteur et La Participation de la Ville de Paris à l'Exposition internationale des arts décoratifs et industriels modernes.
- 1932[10] : 
  - Jacques Pannier pour L’Église réformée de Paris sous Louis XIII (1610-1621).
  - André Babelon (1897-1952) pour Lettres de Diderot.
  - Blanche Maurel (1886-1982) pour Paris.
  - Jane Pannier pour La Mère Angélique.
  - Frédéric Ségu pour M. de Latouche.
- 1937[11] :
  - Henri Leclercq pour La Fuite du roi, L'Eglise constitutionnelle et La propagande révolutionnaire.
  - René Héron de Villefosse pour Prés et Bois parisiens.
  - Henri d'Acremont (1867-1952) pour Anne de Gonzague.
  - Lydie Adolphe pour Portalis et son temps.
  - Jean-Jacques Chevallier pour Barnave ou Les deux faces de la Révolution.
  - Georges Six pour le Dictionnaire biographique des généraux et amiraux français de la Révolution et de l'Empire (1792-1814).
  - René Bailly (1910-1987) pour Ange Pitou.
  - Médecin général Raoul Brice (1873-1954) pour Le Secret de Napoléon.
  - Abbé Alphonse David pour Stations aux "Notre-Dame" de Paris.
  - Roger de Gontaut-Biron pour Un célèbre méconnu - Le duc de Lauzun (1747-1793).
  - Pierre Mélèse (1893-1978) pour Un homme de lettres au temps du grand roi, Donneau de Visé.
  - Antoine-Émile Moulin pour Le grand amour de Fouché, Ernestine de Castellane.
  - André Sevin pour Le défenseur du roi, Raymond de Seze (1748-1828).
- 1942[12] : 
  - René Héron de Villefosse pour Bourgeois de Paris.
- 1947[13] : 
  - Louis Réau pour Le rayonnement de Paris au XVIIIe siècle.
  - Jean Valmy-Baysse pour Naissance et vie de la Comédie-Française.
  - Ève et Lucie Paul-Margueritte pour le guide Auteuil-Passy.
- 1952[14] : 
  - Fédération des sociétés historiques et archéologiques de Paris et de l'Ile-de-France pour le Tome 1er de leurs Mémoires.
- 1957[15] : 
  - Jacques Hillairet pour Connaissance du Vieux Paris et Gibets, piloris et cachots du Vieux Paris.
- 1962[16] :
  - André Maillard (1896-1978) pour Les origines du vieux Montmartre.
  - Jean-Honoré Prat pour Histoire du Faubourg Saint-Antoine.

## Lauréats de l'Académie des inscriptions et belles-lettres
- 1903[17] : 
  - Alfred Franklin pour Histoire de la Bibliothèque Mazarine et du Palais de l'Institut.
  - Fernand Bournon pour ses Rectifications et additions à l'histoire de la ville et de tout le diocèse de Paris de l'abbé Jean Lebeuf.
  - Jules Viard pour Documents parisiens du règne de Philippe VI de Valois (1328-1350).
  - Société de l'histoire de Paris et de l'Île-de-France.
- 1908[18] : 
  - Ernest Coyecque pour Recueil d'actes notariés relatifs à l'histoire de Paris et de ses environs au XVIe siècle.
  - Paul Lacombe (1848-1921) pour Livres d'heures imprimés au XVe et au XVIe siècle conservés dans les bibliothèques publiques de Paris.
  - Henry Martin (1852-1927) pour Les Miniaturistes français.
  - Société de l'histoire de Paris et de l'Île-de-France.
- 1913[19] : 
  - Maurice Tourneux pour Bibliographie de l'histoire de Paris pendant la Révolution française.
  - Lucien Lambeau pour L'ensemble de ses livres touchant l'histoire de Paris, publiés depuis 1908.
  - Félix de Pachtère pour Paris à l'époque gallo-romaine.
  - Henri Stein pour Le Palais de justice et la Sainte-Chapelle de Paris.
  - Alain de Boüard pour Études de diplomatique sur les actes des notaires du Châtelet de Paris.
  - Georges Huisman pour La Juridiction de la municipalité parisienne, de saint Louis à Charles VII.
  - Paul Guérin et Léon Le Grand (1861-1933) pour Registres des délibérations du bureau de la ville de Paris. Tomes XII et XIV.
  - Georges Daumet (1870-1918) pour Notices sur les établissements religieux anglais, écossais et irlandais fondés à Paris avant la Révolution.
  - Léon Mirot pour Une grande famille parlementaire aux XIVe et XVe siècles, les d'Orgemont.
  - Marcel Fosseyeux (1875-1942) pour L'Hôtel-Dieu de Paris, Les Écoles de charité à Paris et Inventaire des objets d'art appartenant à l'administration générale de l'Assistance publique à Paris.
  - Marie Bobillier pour Les musiciens de la Sainte-Chapelle du Palais.
  - M. F. Foiret pour Une corporation parisienne pendant la Révolution (les notaires).
- 1918[20] : 
  - Ernest Wickersheimer pour ses Commentaires sur la faculté de médecine de l'université de Paris.
  - Ernest Coyecque pour son Recueil d'actes notariés relatifs à l'histoire de Paris au XVIe siècle.
  - Alexandre Vidier (1874-1927) pour Les marguilliers laïcs de Notre-Dame de Paris.
  - Léon Dorez (1864-1922) pour La faculté de décret de l'Université de Paris au XVe siècle.
  - Abbé Jules-Alexandre Clerval (1859-1918) pour son Registre des procès-verbaux de la Faculté de théologie de Paris.
  - P. Lacombe pour Ses anciens livrets des rues de Paris imprimés aux XVe et XVIe siècles.
  - Paul Lecestre (1894-1915) pour sa Notice sur l'Arsenal royal de Paris jusqu'à la mort de Henri IV.
  - Camille Bernard pour sa Restitution des thermes de Lutèce.
- 1943[21] : 
  - Ernest Coyecque pour ses recherches sur les Archives des notaires de Paris et pour la constitution d'un minutier central aux Archives nationales (Histoire de Paris).
- 1948[22] : 
  - André Lesort pour l'ensemble de ses travaux.
- 1953[23] : 
  - Suzanne Clémencet (1907-1992) pour Registres des délibérations du Bureau de la Ville de Paris Tome 17
  - Henry de Surirey de Saint-Remy pour Registres des délibérations du Bureau de la ville de Paris Tome 18
- 1958[24] : 
  - Jean de La Monneraye pour son œuvre sur Paris.
- 1963[25] : 
  - Karl Michaëlsson pour son Livre de la taille de Paris l'an 1297.
- 1968[26] : 
  - Non décerné mais récompense attribuée à Jeanne Pronteau (1920-2008) pour Les numérotages des maisons de Paris du XVe siècle à nos jours.
- 1973[27] : 
  - Raymond Cazelles, Marcel Reinhard et Jean Tulard pour Nouvelle Histoire de Paris, publiée sous les auspices du Conseil de la Ville de Paris.
- 1978[28] : 
  - Pierre Lavedan pour Histoire de l'urbanisme à Paris.
- 1983[29] :
  - Jean-Pierre Babelon pour l'ensemble de ses travaux sur les hôtels parisiens.
- 1988[30] : 
  - Michel Le Moël (1929-2019) pour l'ensemble de son œuvre consacrée à l'histoire parisienne.
- 1993[31] : 
  - Lucie Fossier (1924-....) pour l'édition de l'ouvrage posthume de Anne Terroine Un bourgeois parisien du XIIIe siècle, Geoffroy de Saint-Laurent, 1245 ?-1290.
- 1998[32] : 
  - Béatrice de Andia pour la direction de la collection Paris et son patrimoine.
- 2003[33] : 
  - Reynald Abad pour Le grand marché. L’approvisionnement alimentaire de Paris sous l’Ancien Régime.
- 2008[34] : 
  - Ségolène de Dainville-Barbiche (1945-....) pour Devenir curé à Paris, institutions et carrières ecclésiastiques, 1695-1789.
- 2013[35] : 
  - Brigitte Lainé pour son Guide des sources judiciaires. Les juridictions ordinaires et d’exception du département de la Seine puis du département de Paris et des départements du ressort de la cour d’appel de Paris. Fonds 1790-2010
- 2018[36] : 
  - Pascale Bermon pour La Fondation de l’Université de Paris. Choix de textes traduits.
- 2023[37] :
  - Jörg Oberste pour la traduction en anglais de son ouvrage intitulé : The Birth of the Metropolis. Urban spaces and Social Life in Medieval Paris.

## Lauréats de l'Académie des beaux-arts
- 1905 : Victor Laloux[38].
- 1920 : Emmanuel Pontremoli[39].
- 1930 : Paul Bigot[40].
- 1961 : Jean Vallery-Radot[41].
- 1966 : Mireille Rambaud (1908-1983) pour Documents du Minutier central. Musiciens français du XVIIIe siècle[42].
- 2001 : Ornella Volta pour son ouvrage Erik Satie - Correspondance presque complète[43].
- 2006 : Jérôme Delaplanche pour Joseph Parrocel et la peinture de bataille sous Louis XIV et Les peintures de la salle François Ier[44].

## Lauréats de l'Académie des sciences morales et politiques
- 1906 : F. G. de Pachtère pour son mémoire manuscrit accompagné de photographies intitulé Étude sur Paris à l'époque gallo-romaine
- 1936 : Lasthénie Thuillier-Landry pour sa présidence du cercle Francois Villon[45].
- 1966 : Jean-Pierre Babelon pour Demeures parisiennes sous Henri IV et Louis XIII[42].
- 2015 : Nicolas d'Estienne d'Orves pour Dictionnaire amoureux de Paris[46].